# I 5 della squadra d'assalto
I 5 della squadra d'assalto (Band of the Hand) è un film del 1986, diretto da Paul Michael Glaser.

## Trama
Nella guerra al crimine a Miami, un gruppo di ex delinquenti diventati eroi dichiarano guerra alla criminalità, sterminando molti criminali.